# Antoine Winfield Jr.
Antoine Duane Winfield Jr. (The Woodlands, Texas, 16 de agosto de 1998) más conocido como Antoine Winfield Jr., es un jugador profesional estadounidense de fútbol americano que se desempeña en la posición de safety en Tampa Bay Buccaneers, equipo de la National Football League (NFL).

## Carrera
Fue seleccionado en la segunda ronda en la Reunión Anual de Selección de Jugadores de la NFL de 2020. Hizo su debut profesional con el equipo Tampa Bay Buccaneers, donde lleva jugando cuatro temporadas.